# Aurinkolahti
Aurinkolahti (en suédois : Solvik) est une section du quartier de Vuosaari à Helsinki, la capitale de la Finlande.

## Description
Aurinkolahti a une surface de 1,05 km2, elle a 5 821 habitants (1.1.2010) et offre 1 090 emplois(31.12.2008).

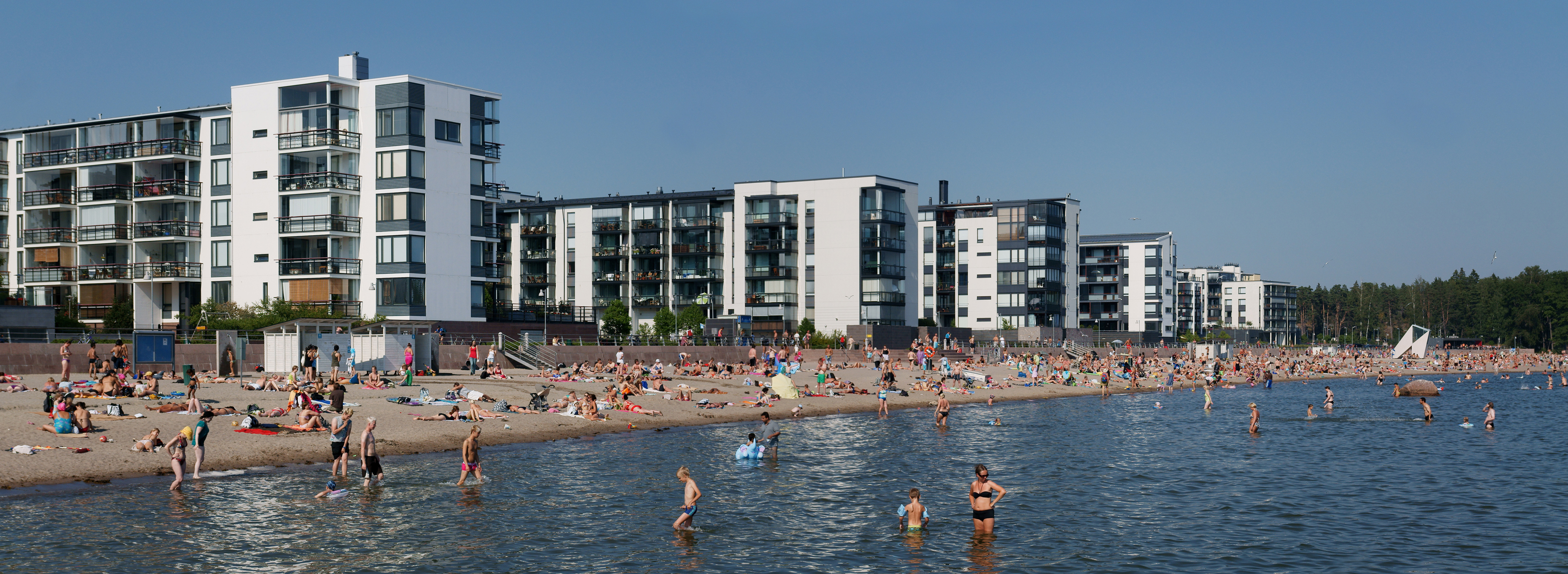
Plage de Aurinkolahti, été 2010.

## Paysage urbain

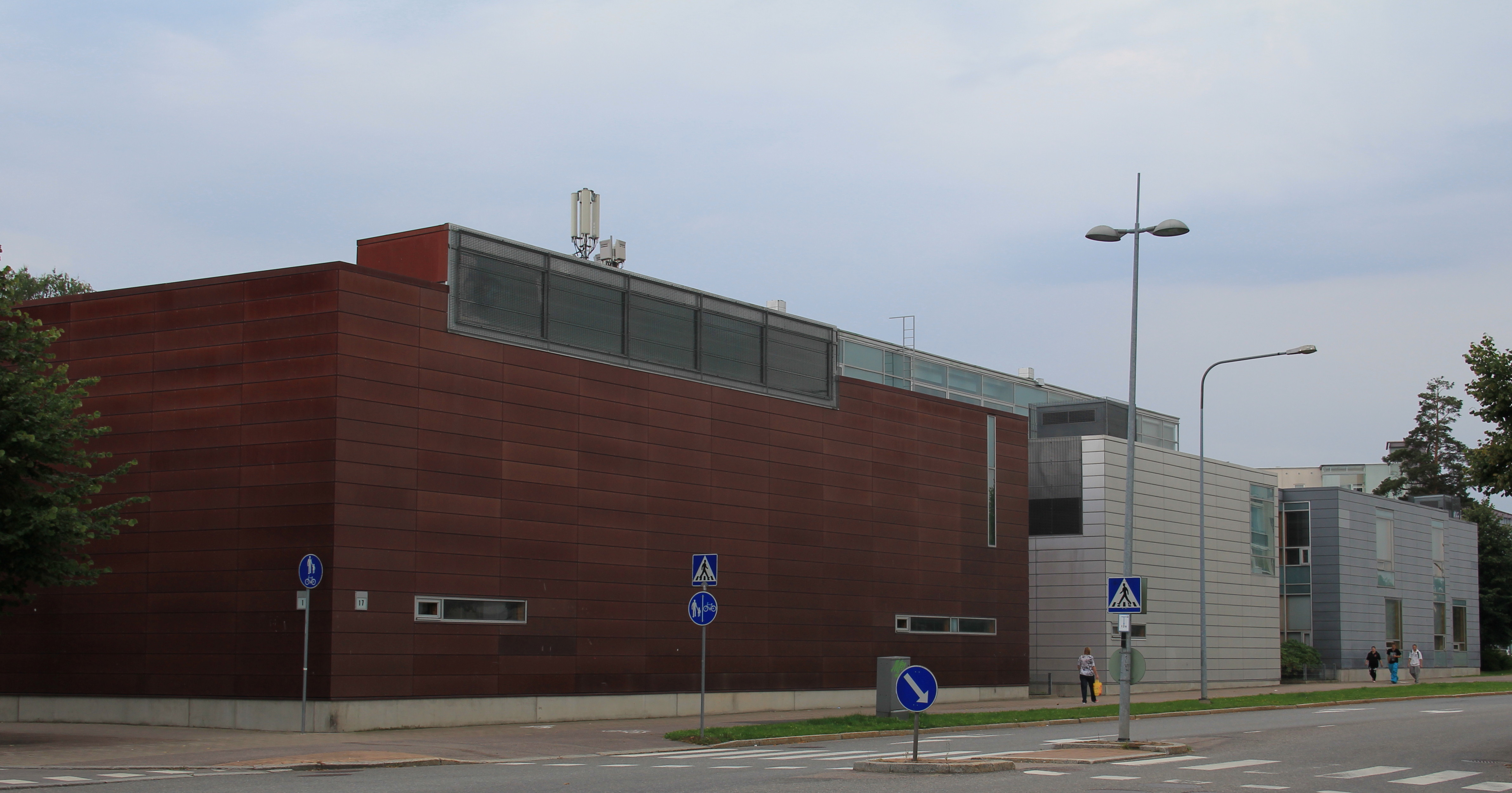
Ecole primaire d'Aurinkolahti.
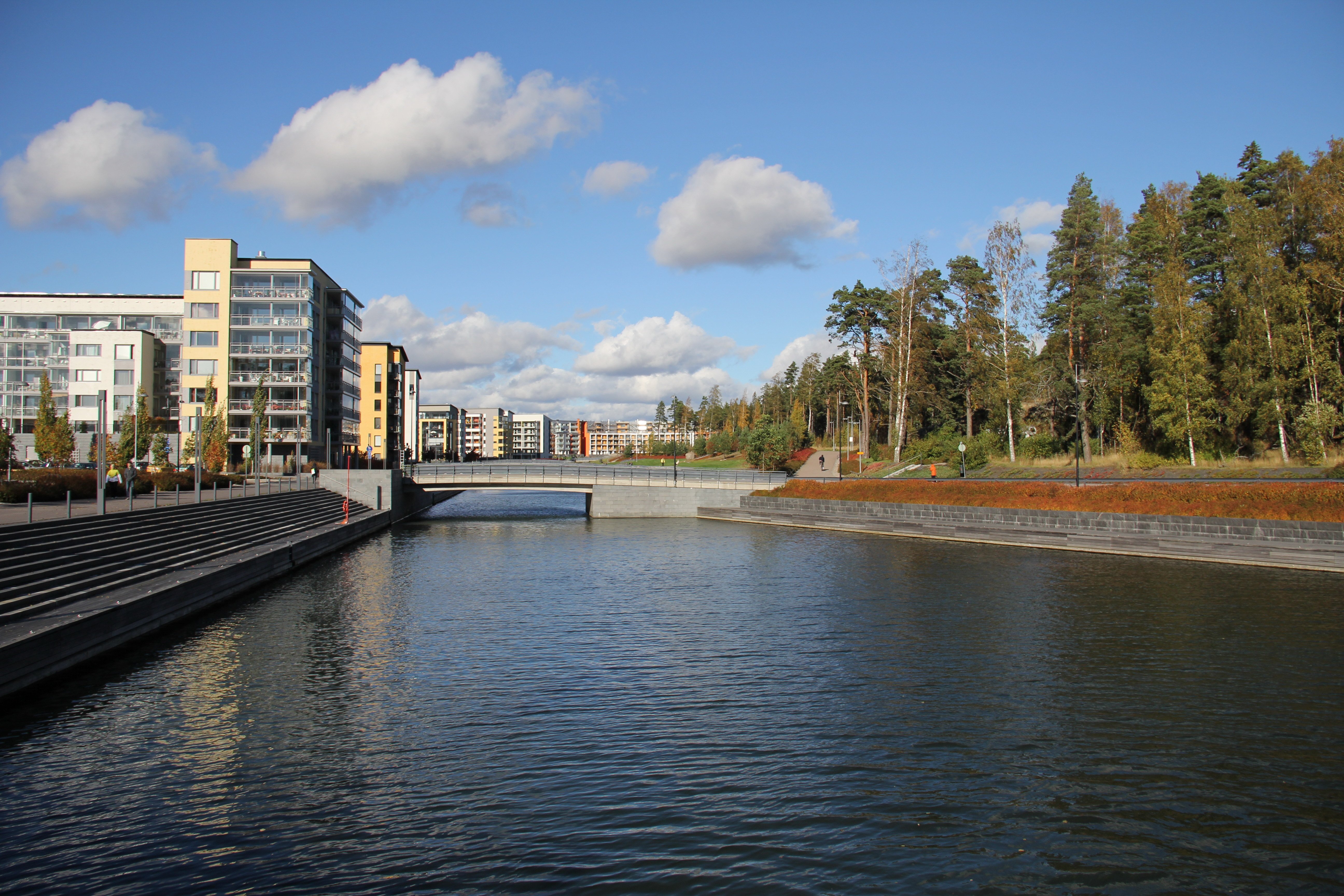
Canal d'Uutela.
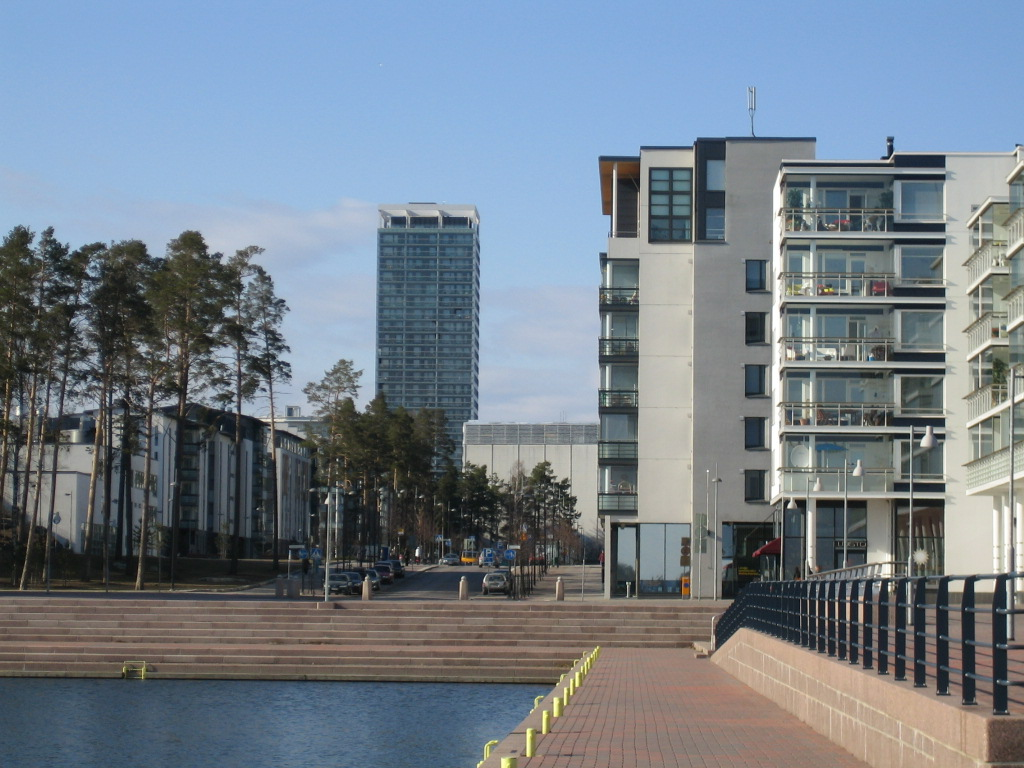
Cirrus vue d'Aurinkolahti.